# Succès (pâtisserie)
 (décembre 2013).
Si vous disposez d'ouvrages ou d'articles de référence ou si vous connaissez des sites web de qualité traitant du thème abordé ici, merci de compléter l'article en donnant les références utiles à sa vérifiabilité et en les liant à la section « Notes et références ».

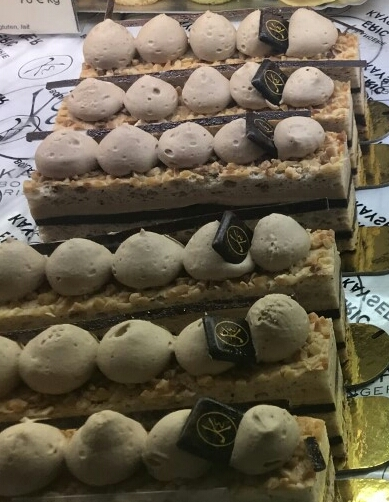
Succès au praliné et au chocolat.

Le succès est une pâtisserie française, consistant en un assemblage de biscuits aux amandes séparées par une ou plusieurs couches de crème mousseline. La crème mousseline est traditionnellement aromatisée au praliné, il est aussi possible d'en trouver à l'amande.
Bien qu'il soit traditionnellement de forme circulaire il existe des variantes lui donnant une forme cubique ou bien rectangulaire pour des ventes individuelles notamment.
Le succès est caractérisé par son goût très sucré et doux, et une texture spéciale, crémeuse pour la crème mousseline et entre moelleux et craquant pour le biscuit aux amandes.

## Origine
C'est un gâteau dont il existe plusieurs variantes, les plus connues étant le russe et la dacquoise.
Dès le début du XXe siècle, des pâtisseries du sud-ouest de la France en vendaient. On retrouve des témoignages datant de 1911 relatant l'achat de ce gâteau de fête le dimanche à la sortie de la messe. La recette originelle est attribuée à Évariste Festal, pâtissier à Valence d'Agen au début du XXe siècle. Dans les années 1950, Gaston Lenôtre a fait connaître ce dessert au-delà de sa région d'origine.